# حكومة بشير العظمة
تشكلت حكومة بشير العظمة في 16 نيسان 1962 بموجب المرسوم رقم 680 الصادر بتاريخ 16 نيسان 1962 المنشور في الجريـدة الرسمية رقم 20 لعام 1962 والذي أكد على تسميتها بالوزارة الانتقالية. نص المرسوم رقم 679 على تسمية الدكتور بشير العظمة رئيساً للحكومة الانتقالية. ونصت المادة الثانية من مرسوم تشكيل الوزارة على تولي القائد العام للجيش والقوات المسلحة اختصاصات وسلطات وزير الدفاع· استمرت هذه الحكومة حتى تقديم استقالتها في 17 أيلـول 1962.

## التشكيل الوزاري
- السيد الدكتور بشير العظمة، رئيساً لمجلس الوزراء
- السيد رشاد برمدا، نائباً لرئيس مجلس الوزراء ووزيراً للتربية والتعليم والإذاعة
- السيد أحمد عبد الكريم، وزيراً للشؤون الاجتماعية والعمل والإصلاح الزراعي
- السيد رياض الميداني، وزيراً للشؤون البلدية والقروية والتموين
- السيد عدنان الأزهري، وزيراً للخارجية
- السيد رشيد حميدان، وزيراً للعدل والأوقاف
- السيد جورج الخوري، وزيراً للمالية
- المهندس صبحي كحالة، وزيراً للمواصلات والتخطيط
- السيد الدكتور عبد السلام العجيلي، وزيراً للثقافة والإرشاد القومي
- السيد الدكتور نهاد السباعي، وزيراً للاقتصاد
- السيد الدكتور إحسان الرفاعي، وزيراً للصحة والإسعاف العام
- السيد عبد الحليم قدور، وزيراً للداخلية
- السيد المهندس روبير الياس، وزيراً للصناعة والأشغال العامة
- الدكتور عبد الله عبد الدايم، وزيراً للإعلام

## التعديل الوزاري
عدّلت الوزارة وفق المرسوم التشريعي رقم 1283 بتاريخ 20 حزيران 1962 على النحو التالي:
- السيد الدكتور بشير العظمة، رئيساً لمجلس الوزراء
- السيد رشاد برمدا، نائباً لرئيس مجلس الوزراء ووزيراً للتربية والتعليم
- السيد أحمد عبد الكريم، وزيراً للإصلاح الزراعي
- السيد رياض الميداني، وزيراً للشؤون البلدية والقروية
- السيد رشيد حميدان، وزيراً للعدل والأوقاف
- السيد جورج خوري، وزيراً للمالية والاقتصاد
- المهندس صبحي كحالة، وزيراً للمواصلات والتخطيط القومي
- الدكتور عبد السلام العجيلي، وزيراً للإعلام
- السيد الدكتور إحسان الرفاعي، وزيراً للصحة والإسعاف العام
- السيد المهندس روبير الياس، وزيراً للصناعة والأشغال العامة
- السيد عمر شخاشيرو، وزيراً للثقافة والإرشاد القومي
- السيد جمال الفرا، وزيراً للخارجية
- السيد عزيز عبد الكريم، وزيراً للداخلية
- الدكتور عبد الوهاب العقاد، وزيراً للزراعة
- السيد رفعت زريق، وزيراً للشؤون الاجتماعية والعمل

## روابط خارجية
- مجلس الوزراء السوري
- الحكومات السورية على موقع رئاسة مجلس الوزراء
- الحكومات السورية على موقع مجلس الشعب السوري
- وزارات الدولة على بوابة الحكومة الإلكترونية السورية
- الوزارات والهيئات الحكومية على موقع مجلس الشعب السوري